# Batten (Automarke)

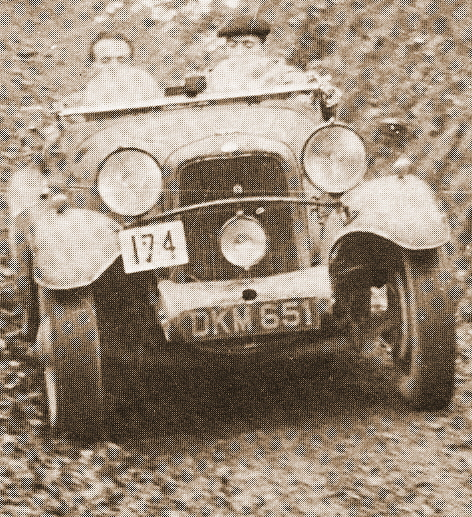
Batten 3.6 litre (1937)

Batten war eine britische Automarke, die nur 1935 von der Beckenham Motor Co. Ltd. in Beckenham (Kent) hergestellt wurde.
Der Batten 3.6 litre, das einzige Modell, basierte auf dem Ford V8 von 1932. Dessen Fahrgestell war verkürzt und mit einem Tourenwagenaufbau mit zwei oder vier Sitzplätzen versehen worden. Heraus kam ein agiler Sportwagen, dessen Motor aus 3622 cm³ Hubraum eine Leistung von 85 bhp (62,5 kW) bei 3.500 min−1 schöpfte.
Allerdings gab es das häufig in Rallyes eingesetzte Fahrzeug nur einen Sommer lang.

## Modelle
| Modell    | Bauzeitraum | Zylinder | Hubraum  | Leistung         | bei Drehzahl | Radstand |
| --------- | ----------- | -------- | -------- | ---------------- | ------------ | -------- |
| 3.6 litre | 1935        | 8 V      | 3622 cm³ | 85 bhp (62,5 kW) | 3500 min−1   | 2438 mm  |